# Municipio de Shelby (condado de Tippecanoe)
El municipio de Shelby (en inglés: Shelby Township) es un municipio ubicado en el condado de Tippecanoe en el estado estadounidense de Indiana. En el año 2010 tenía una población de 2352 habitantes y una densidad poblacional de 16,77 personas por km².

## Geografía
El municipio de Shelby se encuentra ubicado en las coordenadas 40°29′8″N 87°2′44″O / 40.48556, -87.04556. Según la Oficina del Censo de los Estados Unidos, el municipio tiene una superficie total de 140.29 km², de la cual 138.96 km² corresponden a tierra firme y (0.95%) 1.33 km² es agua.

## Demografía
Según el censo de 2010, había 2352 personas residiendo en el municipio de Shelby. La densidad de población era de 16,77 hab./km². De los 2352 habitantes, el municipio de Shelby estaba compuesto por el 96.81% blancos, el 0.98% eran afroamericanos, el 0.21% eran amerindios, el 0.51% eran asiáticos, el 0.09% eran isleños del Pacífico, el 0.6% eran de otras razas y el 0.81% pertenecían a dos o más razas. Del total de la población el 1.79% eran hispanos o latinos de cualquier raza.